# Torneos WTA 125s en 2020
La WTA 125K series es la secundaria del circuito de tenis profesional organizado por la Asociación de Tenis de Mujeres. El WTA 125K series 2020 consistía en un calendario de catorce torneos, donde cada uno pagó una bolsa de premios de 125 000 dólares.Sin embargo, finalmente constó solo de tres torneos debido a la pandemia de COVID-19.

## Torneos
| Semana       | Torneo | Campeonas                              | Subcampeonas                           | Semifinalistas                  | Cuartos de final                                                            |
| ------------ | --- | -------------------------------------- | -------------------------------------- | ------------------------------- | --------------------------------------------------------------------------- |
| 27 de enero  | Oracle Challenger Series – Newport Beach Newport Beach, Estados Unidos $162,480 – Dura – 48S/4Q/16D Cuadro Individual – Cuadro Dobles | Madison Brengle 6–1, 3–6, 6–2          | Stefanie Vögele                        | Nadia Podoroska Taylor Townsend | Jessica Pegula Tatjana Maria Christina McHale Coco Vandeweghe               |
| 27 de enero  | Oracle Challenger Series – Newport Beach Newport Beach, Estados Unidos $162,480 – Dura – 48S/4Q/16D Cuadro Individual – Cuadro Dobles | Hayley Carter Luisa Stefani 6–1, 6–3   | Marie Benoît Jessika Ponchet           | Nadia Podoroska Taylor Townsend | Jessica Pegula Tatjana Maria Christina McHale Coco Vandeweghe               |
| 2 de marzo   | Oracle Challenger Series – Indian Wells Indian Wells, Estados Unidos $162,480 – Dura – 48S/4Q/16D Cuadro Individual – Cuadro Dobles   | Irina-Camelia Begu 6–3, 6–3            | Misaki Doi                             | Vera Zvonareva Lesia Tsurenko   | Laura Siegemund Yanina Wickmayer Jessica Pegula Olga Danilović              |
| 2 de marzo   | Oracle Challenger Series – Indian Wells Indian Wells, Estados Unidos $162,480 – Dura – 48S/4Q/16D Cuadro Individual – Cuadro Dobles   | Asia Muhammad Taylor Townsend 6–4, 6–4 | Caty McNally Jessica Pegula            | Vera Zvonareva Lesia Tsurenko   | Laura Siegemund Yanina Wickmayer Jessica Pegula Olga Danilović              |
| 31 de agosto | TK Sparta Prague Open Praga, República Checa $3,125,000 – Tierra batida – 128S/32D Cuadro Individual – Cuadro Dobles                  | Kristína Kučová 6–4, 6–3               | Elisabetta Cocciaretto                 | Ivana Jorović Nadia Podoroska   | Francesca Jones Çağla Büyükakçay Marina Melnikova Anna Karolína Schmiedlová |
| 31 de agosto | TK Sparta Prague Open Praga, República Checa $3,125,000 – Tierra batida – 128S/32D Cuadro Individual – Cuadro Dobles                  | Lidziya Marozava Andreea Mitu 6–4, 6–4 | Giulia Gatto-Monticone Nadia Podoroska | Ivana Jorović Nadia Podoroska   | Francesca Jones Çağla Büyükakçay Marina Melnikova Anna Karolína Schmiedlová |

## Estadística
En los cuadros figuran el número de títulos indivisuales (S) y dobles (D) ganados por cada jugadora y cada país durante la temporada, dentro de todas las categorías del torneo de la WTA 125s de 2020. Las jugadoras / países sean ordenados por:
1) el número total de títulos (un título de dobles ganado por dos jugadoras que representan a la misma nación solo es tomado por uno).
2) primero individuales > luego los dobles.
3) por orden alfabético (por los apellidos de las jugadoras).
Para evitar la confusión y la doble contabilización, estas tablas deben actualizarse solo después de que un evento se haya completado.

### Títulos por tenistas
| Total | Jugadoras          | S | D | S | D |
| ----- | ------------------ | - | - | - | - |
| 1     | Irina-Camelia Begu | ● |   | 1 | 0 |
| 1     | Madison Brengle    | ● |   | 1 | 0 |
| 1     | Kristína Kučová    | ● |   | 1 | 0 |
| 1     | Hayley Carter      |   | ● | 0 | 1 |
| 1     | Lidziya Marozava   |   | ● | 0 | 1 |
| 1     | Andreea Mitu       |   | ● | 0 | 1 |
| 1     | Asia Muhammad      |   | ● | 0 | 1 |
| 1     | Luisa Stefani      |   | ● | 1 | 1 |
| 1     | Taylor Townsend    |   | ● | 0 | 1 |

### Títulos por país
| Total | Países         | S | D |
| ----- | -------------- | - | - |
| 4     | Estados Unidos | 1 | 3 |
| 2     | Rumania        | 1 | 1 |
| 1     | Eslovaquia     | 1 | 0 |
| 1     | Bielorrusia    | 0 | 1 |
| 1     | Brasil         | 0 | 1 |